# Імамзаде Салех (Шеміран)
Імамзаде Салех (Шеміран) (перс. امامزاده صالح) — мечеть Імамзаде, розташована в районі Шеміран у північній частині Тегерана.

## Історія
Мечеть, ймовірно, побудована у VII – VIII столітті. Тут знаходиться гробниця Салеха ібн Муси — сина одного з шанованих шиїтами імаму Муси аль-Казіма. Табличка на стіні мечеті свідчить про те, що при Газан-хані будівлю було відремонтовано та перебудовано. При пізніх Сефевідах та Афшаридах гробниця була прикрашена срібними та дерев'яними гратами. В наш час є однією з найпопулярніших святинь шиїтів у північній частині Тегерана.